# Vicus Tuscus

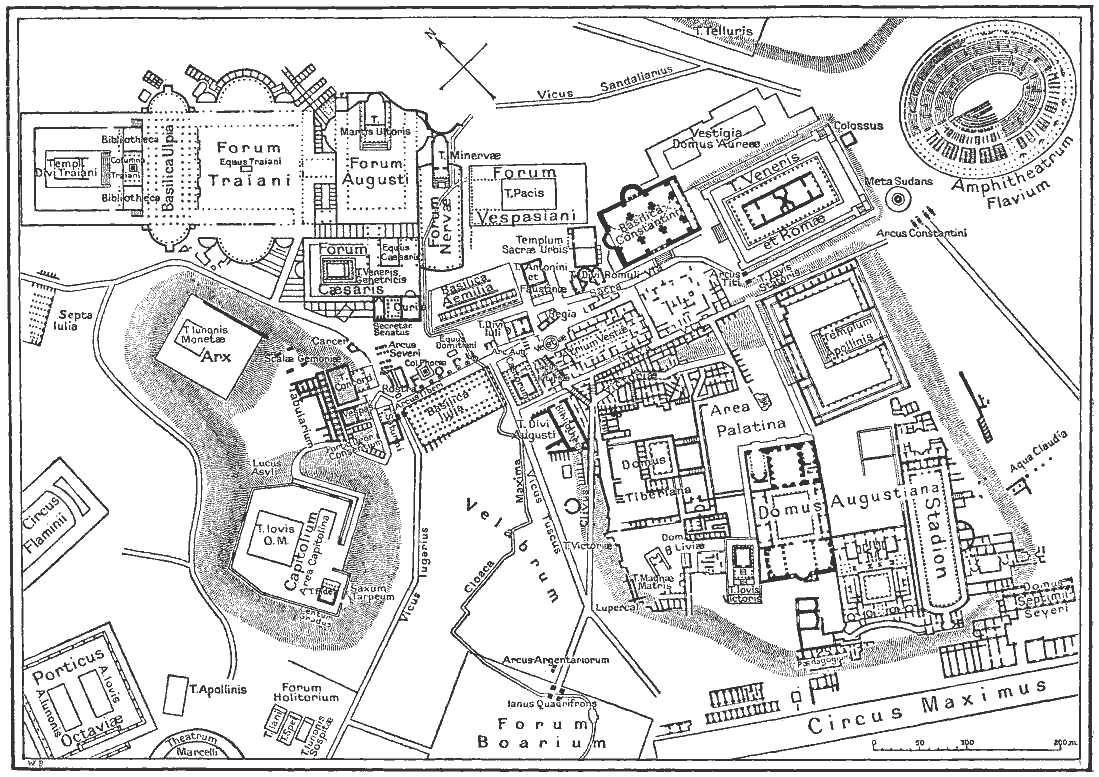
Mapa del centro de Roma durante el Imperio Romano mostrando el Vicus Tuscus en el centro

Vicus Tuscus ("Calle Etrusca" o "calle Toscana") fue una calle antigua en la ciudad de Roma, que salía del Foro Romano por el suroeste entre la basílica Julia y el templo de Cástor y Pólux hacia el Foro Boario y el Circo Máximo a través del lado oeste de la Colina Palatina y el Velabro.

## Historia
El nombre de Vicus Tuscus se cree que se originó por la emigración etrusca a Roma. Dos acontecimientos históricos distintivos se dice por los autores antiguos que llevaron al nombre.  Tácito dice que el nombre surge de los etruscos quienes habían acudido en ayuda de los romanos contra Tito Tacio, un gobernante sabino que invadió Roma en alrededor del 750 a. C. después de que los romanos raptaran a mujeres sabinas, y más tarde se asentaron en el vecindario del Foro Romano. Livio, por su parte, dice que el nombre viene de los restos del ejército de Clusio que se asentó en la zona tras la Guerra entre Clusio y Aricia en el año 508 a. C.
Algunos dicen que el asentamiento estaba formado por trabajadores cuya tarea en Roma fue construir el templo de Júpiter Óptimo Máximo.
Dionisio indica que el Senado romano proporcionó a los etruscos un lugar para construir casas cerca del Vicus Tuscus.

## Antecedentes
Aunque originariamente era una zona residencial de familias pudientes, para la época republicana, el Vicus Tuscus se convirtió en un centro del comercio romano donde hubo muchas tiendas (horrea) a ambos lados, como librerías. Según las Epístolas de Horacio, los libros se vendían enfrente de estatuas del dios etrusco Vertumno y Janus Geminus en la calle Toscana y dentro del Foro. Los comerciantes más influyentes fueron expertos tratantes de incienso y perfume (turarii en latín), lo que dio lugar al segundo nombre de la calle - Vicus Turarius. Propercio documentó que estos comerciantes hicieron sacrificios a Vertumno, cuya estatua se alzaba en el Vicus Tuscus.

## Función
El Vicus Tuscus se usó frecuentemente como un importante camino de comunicación entre el Foro Romano y el Foro Boario y el Circo Máximo. Cuando los romanos llevaban a cabo un rito de sacrificio a sus dioses, dos vacas blancas se llevaban a través del Vicus Tuscus y el Velabro a través del foro Boario, para llegar al templo de Juno Regina sobre el Aventino.
Durante los Ludi Romani, el Vicus Tuscus fue una ruta para procesiones. Estatuas de dioses sobre carros desfilaban desde la colina Capitolina hasta aquí y luego al Circo Máximo. Plauto nos cuenta también (Curculio, IV 482) que alrededor del 193 a. C., este era el lugar de la prostitución masculina en Roma.